# Xanthostigma aloysianum
Xanthostigma aloysianum is een kameelhalsvliegensoort uit de familie van de Raphidiidae. De soort komt voor Frankrijk, Italië, Zwitserland en Spanje.
Xanthostigma aloysianum werd voor het eerst wetenschappelijk beschreven door A. Costa in 1855.